# Montanha-russa

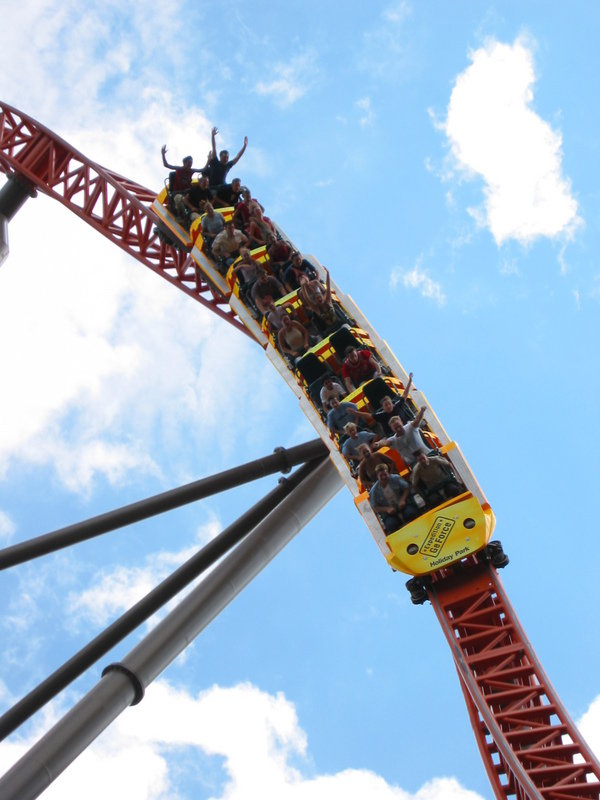
Descida em parafuso de montanha-russa alemã Expedition GeForce

Montanha-russa é uma atração popular dos parques de diversões modernos. Consiste basicamente em uma estrutura de aço que forme uma pista composta por elevações seguidas de quedas e por vezes inversões (sendo delas a mais conhecida o looping, inversões de 360°) impulsionadas pela velocidade proveniente de uma descida ou lançamento impulsionado. Nem todas as pistas são circuitos completos podendo ter seu início em lançamentos impulsionados por mecanismos ou serem puxados para trás no início e lançados por um percurso que pode terminar em outra estação ou em uma subida de ângulo próximo à 90° e retornarem ao início de costas. Algumas montanhas-russas vão para trás e para frente sobre a mesma pista. Estas são chamadas de shuttles por causa desse movimento.
A primeira montanha-russa foi patenteada em 20 de janeiro de 1885 por La Marcus Adna Thompson. No que pode ser a primeira aplicação profissional de uma montanha-russa, a NASA anunciou que construirá uma para auxiliar o escape de astronautas da almofada de lançamento em uma emergência

## Mecânica

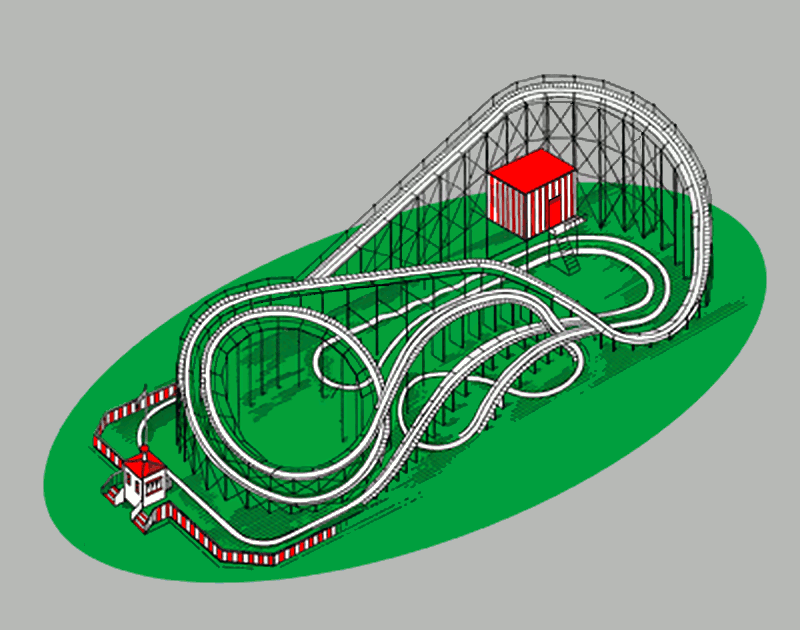
A trilha de uma montanha-russa comum

Os carros comuns de montanha-russa não são puxados todo o tempo. Normalmente são erguidos através de cabos mecânicos sendo soltos ao topo da primeira “montanha” para adquirirem força. Então a energia potencial se transforma em energia cinética e permite aos carros completarem o percurso, ou parte dele, através desta força adquirida. A energia cinética é novamente transformada em energia potencial enquanto o trem se move novamente para o próximo pico.
Montanhas-russas mais modernas funcionam por lançamento executado por mecanismos (motores de indução lineares, motores de sincronismo lineares, lançamento hidráulico, lançamento comprimido do ar, pneu da movimentação, etc). Algumas montanhas-russas são movidas através de um tipo de locomotiva. Powered coaster é nome dado às montanhas-russas que utilizam motores em cada um dos seus carrinhos para atravessar o percurso.

### Blocking
Algumas montanhas-russas pode ter dois ou mais trens ao mesmo tempo. Para prevenir acidentes, as montanhas-russas usam o método block, ou bloco, que evita uma possível colisão. Neste sistema de blocos a pista é dividida em seções, ou blocos. Somente um trem de cada vez é permitido por bloco.

## História
As mais antigas montanhas-russas descendem da Rússia. Os passeios de trenó no inverno prendiam-se em montes especialmente construídos no gelo, principalmente em torno de São Petersburgo. Foram construídas de 20 a 24 metros de altura e consistiam em uma queda de 50º. A sua popularidade era tão grande que empreendedores de outras partes resolveram copiar a ideia e fizeram carros com rodas construídos em trilhas. Uma dessas companhias foi a Les Montagnes Russes à Belleville que construiu uma montanha-russa de gravidade em Paris em 1812.
Um dos exemplos mais antigos de montanhas russas da Europa foi erigido em Seia, na Serra da Estrela, em Portugal, constituído por estruturas de madeira maciça, assentes nos bancos de gelo que se formam naturalmente naquela região no Inverno. Foram trazidos para Portugal por um grupo de refugiados russos, no séc. XVII.
O primeiro looping foi, provavelmente, construído em Paris de um projeto inglês em 1846 com uma única pessoa no carrinho que dava uma volta de 3,96 metros de diâmetro. A partir daí, em muitos idiomas passaram a se referir à atração como Montanha-russa. O nome popular em Russo, entretanto, é "американские горки", significando literalmente "montanha americana".

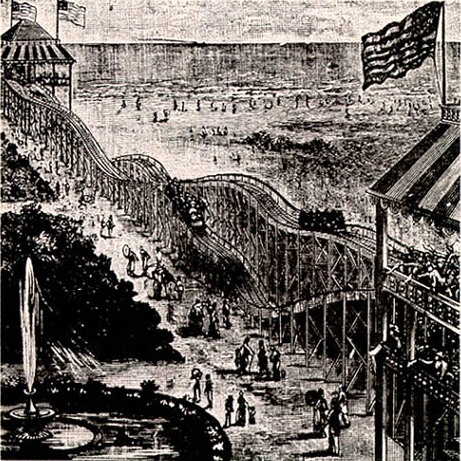
Switchback Railway de LaMarcus Thompson, 1884

A primeira montanha-russa dos Estados Unidos foi construída com base nos modelos gravitacionais anteriores. Estas montanhas-russas primitivas foram criadas para oferecer divertimento por companhias ferroviárias nos fins de semana em que o movimento era mais baixo. A trilha completa surgiu em 1884 e em 1885 Phillip Hinkle introduziu o conceito do “monte elevador”. Ainda em 1885, LaMarcus Adna Thompson fez a patente da primeira montanha-russa.
No século XIX o looping vertical foi melhor explorado e em 1895 o conceito foi utilizado na montanha-russa “The FlipFlap” no parque Sea Lion Park, Brooklyn. Os passeios eram extremamente perigosos e logo os loopings foram desativados tendo que se esperar meio século para surgirem novos loopings mais seguros.

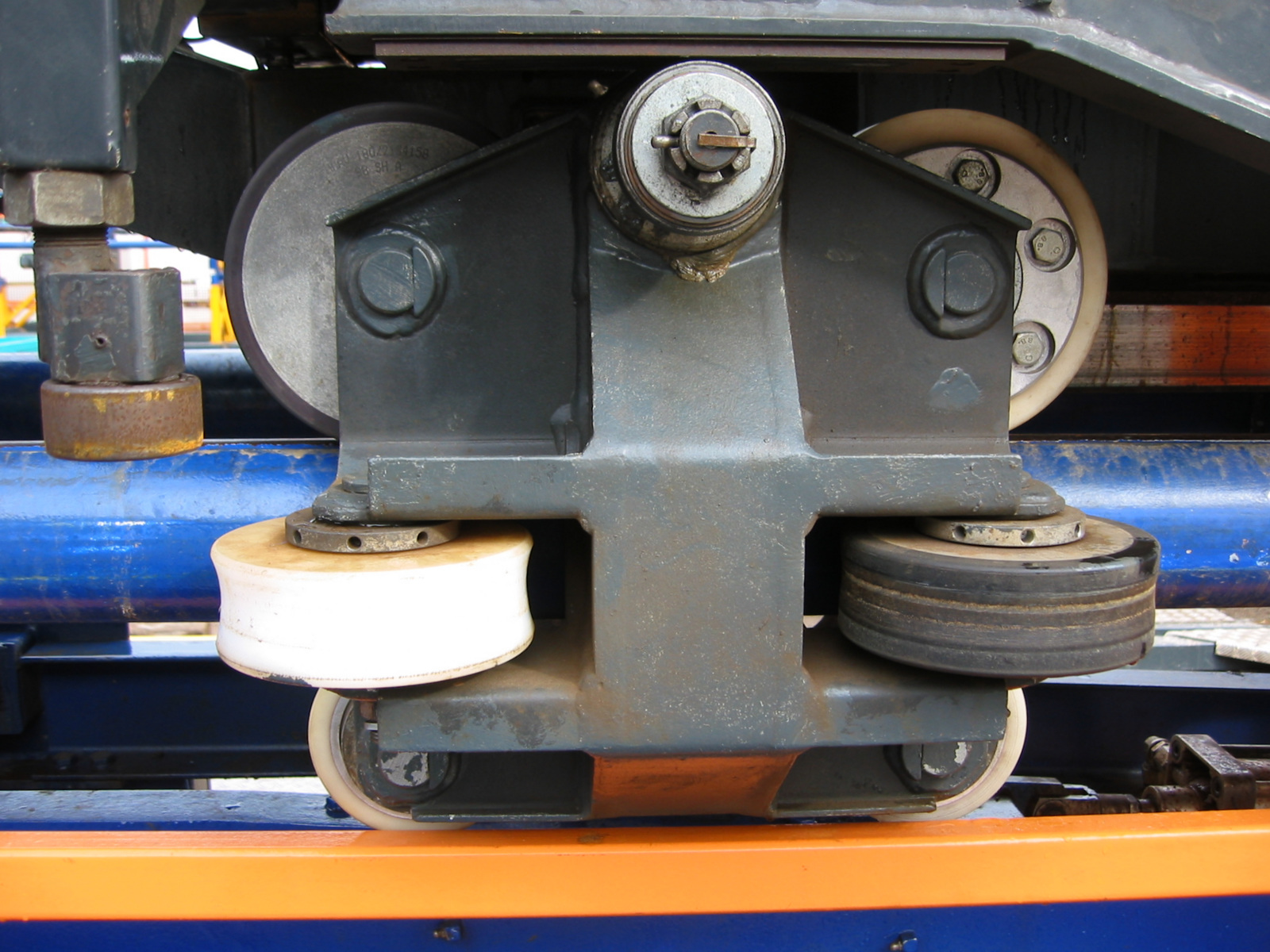
Underfriction em montanha russa

Em 1912 surgiu a primeira montanha-russa “underfriction”, ou seja, utilizava dispositivo de rodas extra sob os carrinhos para manter os carrinhos presos aos trilhos em caso de movimentos intensos, desenvolvida por John Miller. Logo as montanhas-russas se espalhariam como atração pelos parques de diversões de todo o mundo.
Talvez a mais conhecida montanha-russa de toda a história, The Cyclone foi inaugurado em Coney Island, Brooklyn, em 1927. Após o Cyclone, todas as montanhas-russas foram feitas de madeira. Muitas montanhas de madeira antigas ainda estão em funcionamento, sendo a mais antiga em funcionamento a Leap the Dips no parque Lakemont Park, Pensilvânia, sem underfriction, construída em 1902.
A Great Depression marcou a primeira era dourada das montanhas-russas. Parques temáticos em geral entraram em um declínio que durou até 1972, quando o Racer foi construído em Kings Island em Ohio. Projetado por John Allen, o sucesso instantâneo do Racer, foi iniciada uma segunda era dourada das montanhas-russas que continua até os tempos atuais.
Em 1959, a Disneylândia introduziu um novo design de montanhas russas com o Matterhorn Bobsleds. Esta foi a primeira montanha-russa a usar uma trilha de aço tubular. Ao contrário dos trilhos de madeira convencionais, o aço tubular pode ser dobrado em todos os sentidos, o que permite que os desenvolvedores do projeto incorporem manobras como loopings entre a pista. A maioria das montanhas-russas atuais são feitas de aço, embora montanhas-russas de madeira ainda sejam construídas hoje em dia.

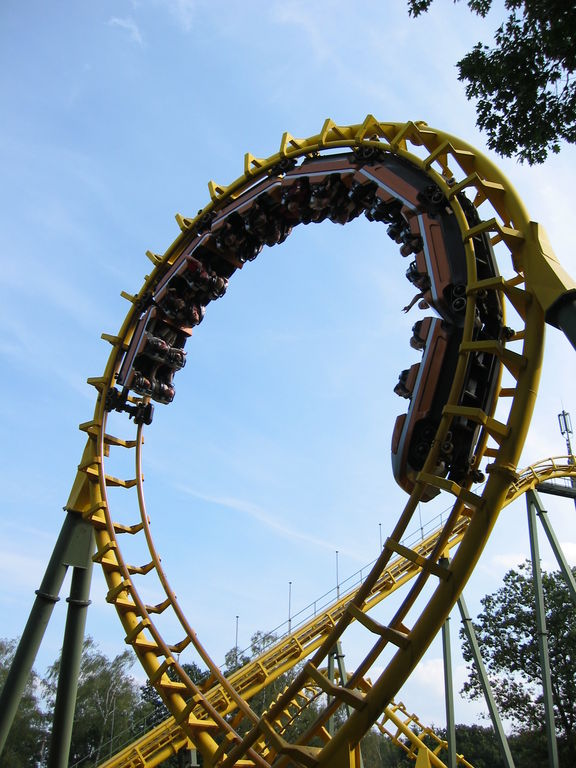
Montanha-Russa com um Looping (vira de cabeça para baixo).

## Segurança
Nas estatísticas, as montanhas-russas são muito seguras sendo que em 2001, apenas 134 visitantes necessitaram hospitalização. O número de fatalidades relacionadas ao divertimento é de 2 por ano. De acordo com estudo comissionado pela Six Flags, 319 milhões de pessoas visitaram parques norte-americanos em 2001. Este estudo concluiu que cada pessoa tem uma chance em um milhão de sofrer uma fatalidade numa montanha-russa.
De fato, dirigir a um parque de diversões é muito mais perigoso do que embarcar num brinquedo neste parque.

## Saúde
Andar de montanha-russa pode ajudar a desalojar as pedras nos rins. Esta é a conclusão de um estudo, divulgado em setembro de 2016, no The Journal of the American Osteopathic Association. O caráter incomum dessa pesquisa levou seu autor a ganhar um prêmio igNobel.
Segundo o estudo, andar de montanha-russa pode ser um bom tratamento preventivo para o problema das pedras nos rins. Os investigadores sugerem ainda que os pacientes que já tiveram pedras nos rins, e que se submeteram a tratamentos como a litotripsia, ou as mulheres que as têm e estão a pensar engravidar, considerem uma emocionante viagem de montanha-russa para desalojar as pequenas pedras antes que elas cresçam.

## Montanhas-russas na cultura popular
- RollerCoaster Tycoon – Jogo para PC e X-box onde o jogador administra um parque de diversões.
- Premonição 3 / O Último Destino 3 – Filme de terror estadunidense que se desenvolve a partir de um acidente em montanha-russa.
- Caverna do Dragão - desenho onde crianças vão para um mundo mágico ao andarem em uma montanha-russa. [carece de fontes]